# Rakhtshuy khaneh

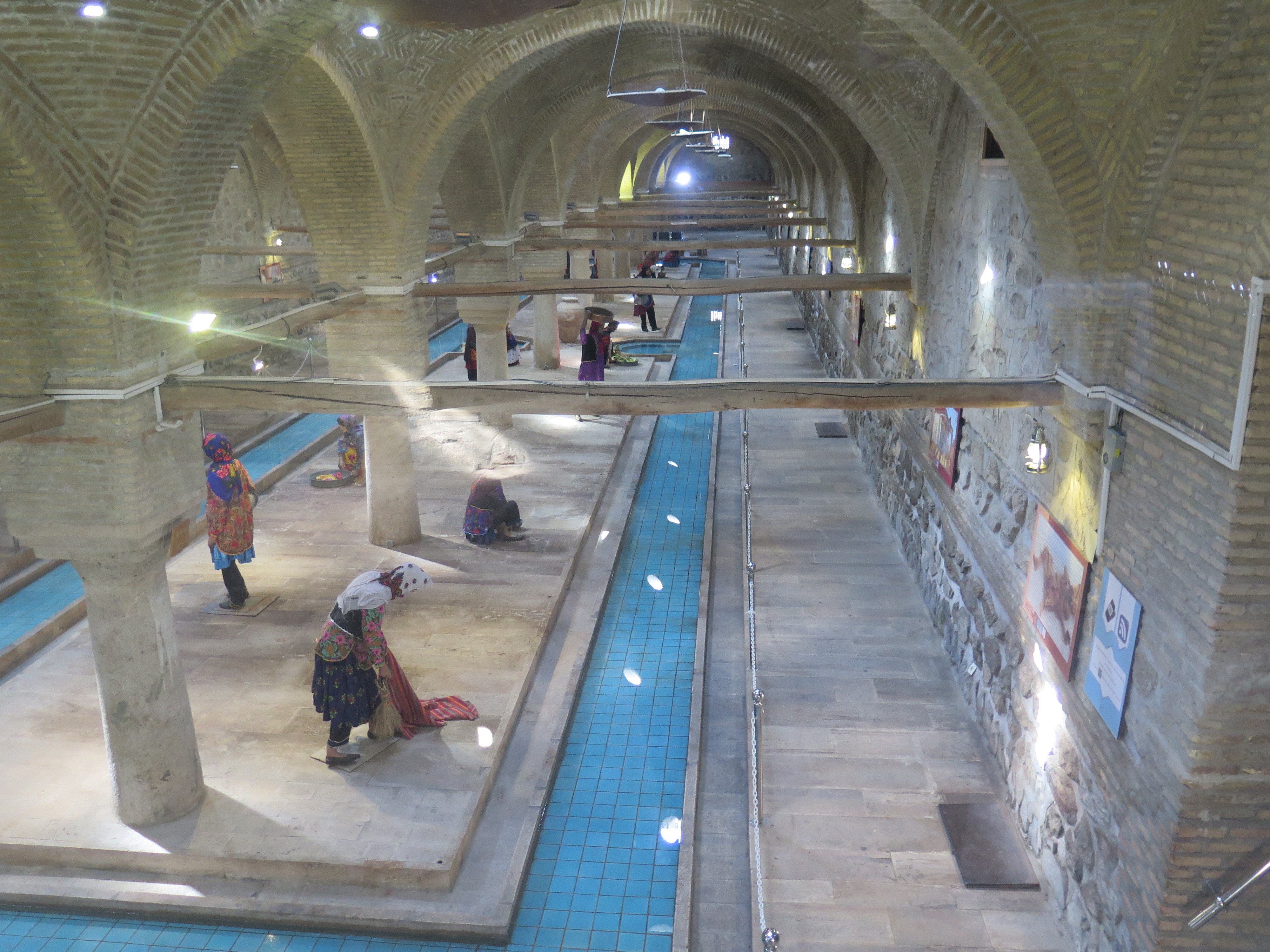
Rakhtshuy khaneh.

Rakhtshuy khaneh (persiska: رخت‌شوی‌خانه, bokstavligen: Tvättstuga) är en historisk byggnad som ligger i staden Zanjan i nordvästra Iran. Byggnaden består av två sektioner, varav den ena är för administration och den andra för tvättning Klänning.